# Колібрі-крихітка широкохвостий
Колі́брі-кри́хітка широкохвостий (Selasphorus platycercus) — вид серпокрильцеподібних птахів родини колібрієвих (Trochilidae). Мешкає в Північній Америці.

## Опис

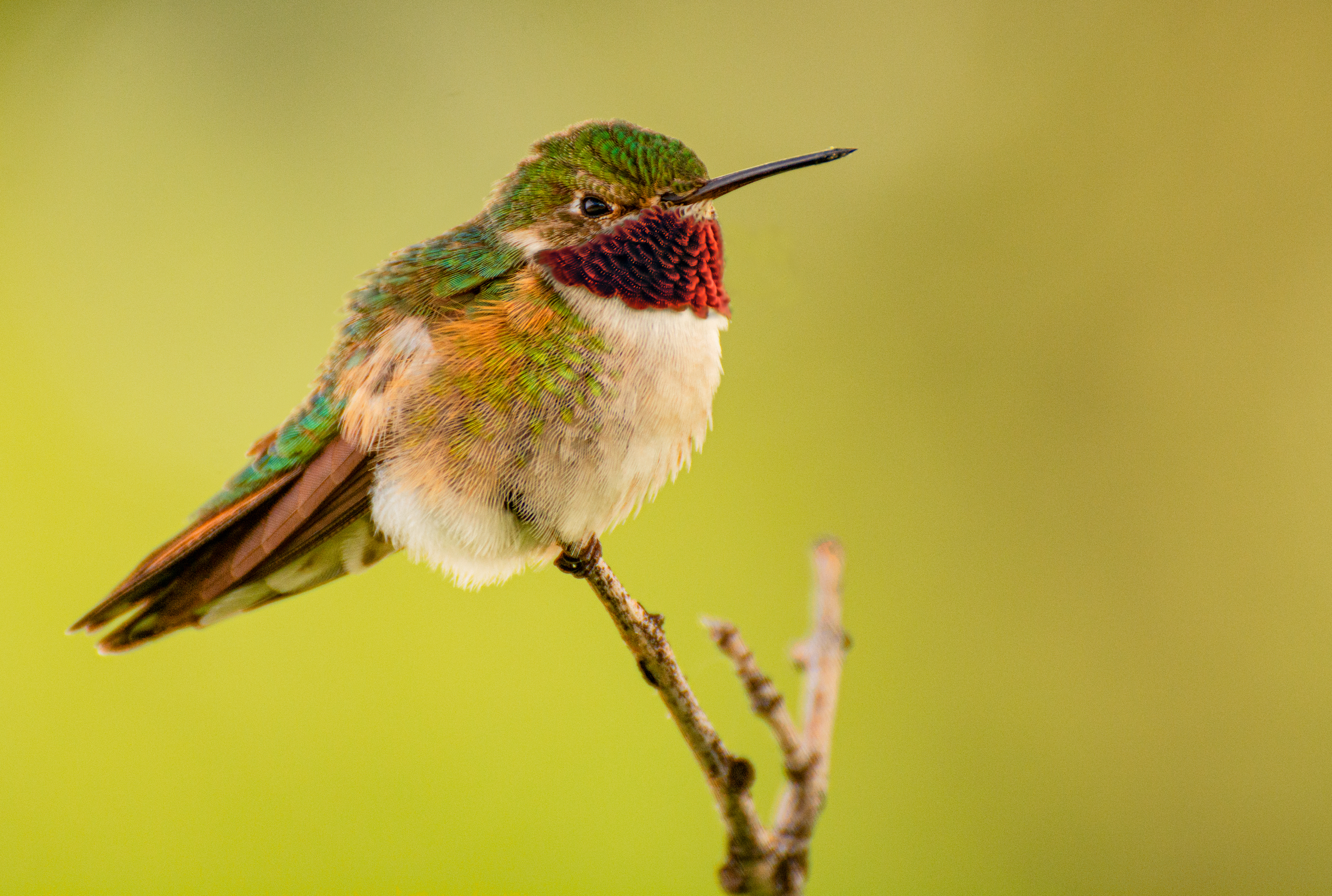
Самець широкохвостого колібрі-крихітки

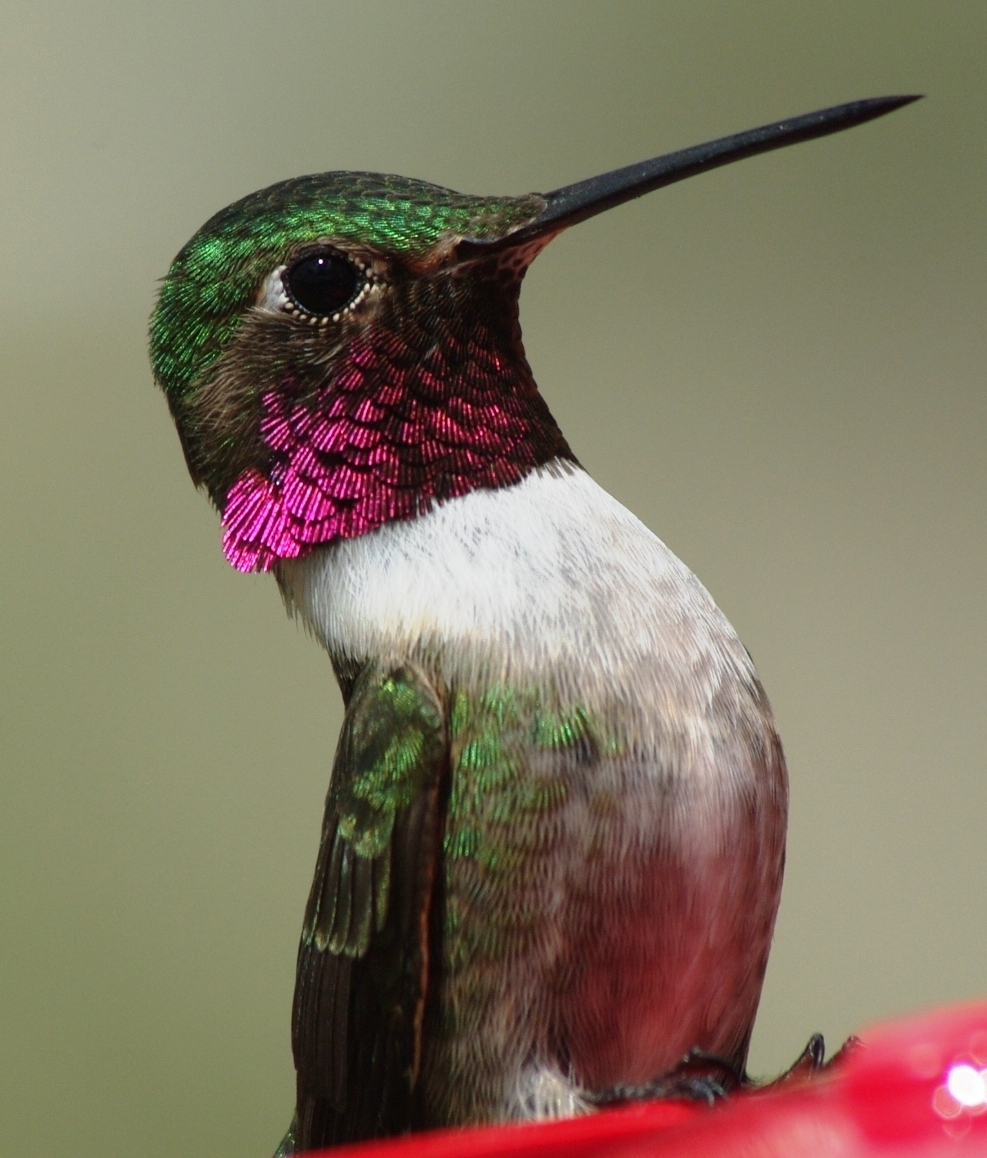
Самець широкохвостого колібрі-крихітки

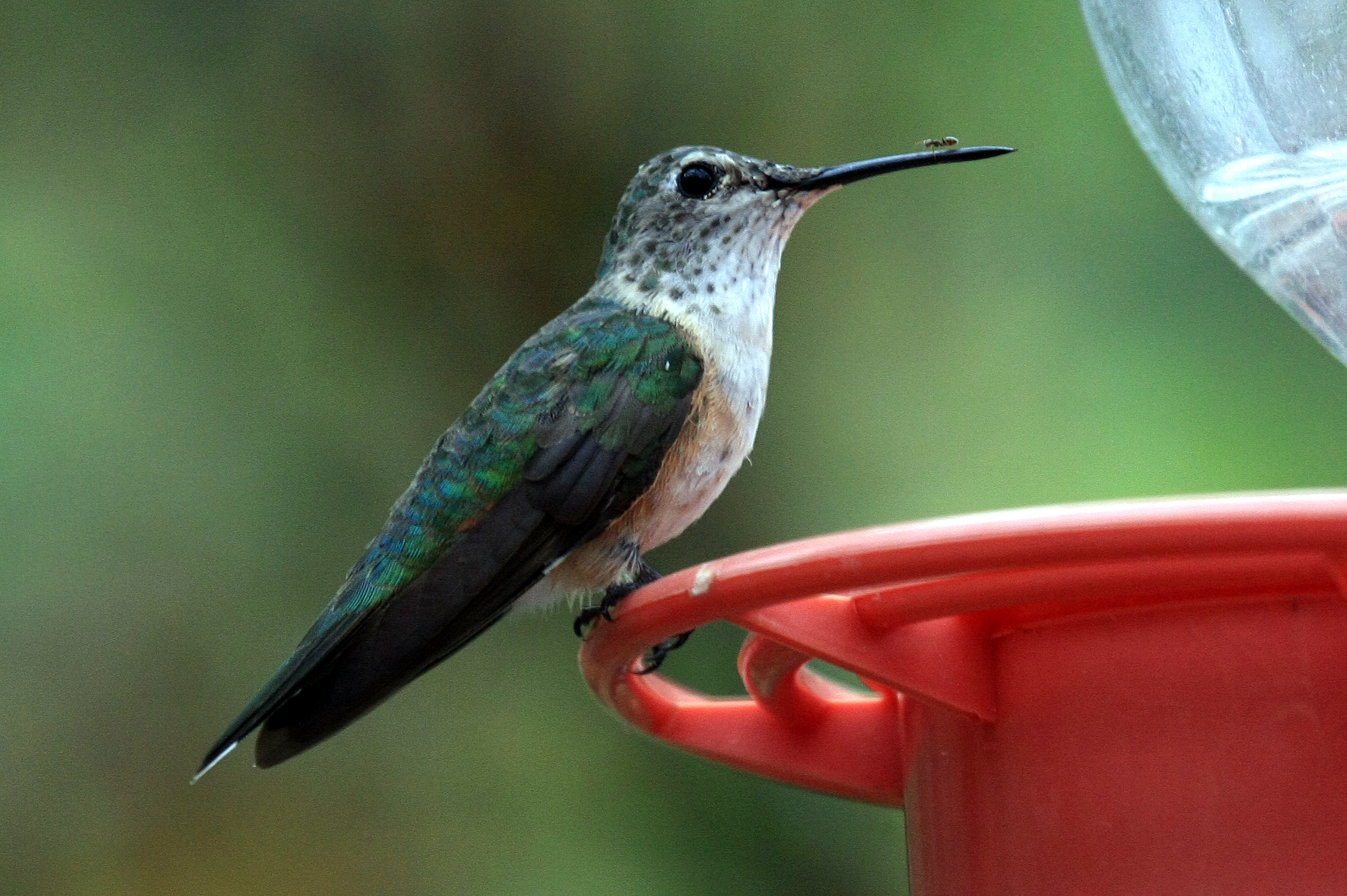
Самиця широкохвостого колібрі-крихітки

Довжина птаха становить 8,3-9,7 см, розмах крил 12-14 см, вага 3-4 г. Самиці є дещо більшими за самців. У самців верхня частина тіла зелена, блискуча. На горлі червона металево-блискуча пляма, решта нижньої частина тіла біла, з боків зелена. Дві крайні пари центральних стернових пер зелені, наступна пара зелена з темними кінчиками і рудими зовнішніми краями, три крайні пари стернових пер біля основи руді, на кінці у них чорні смуги, кінчики у них білі. Навколо очей білі кільця. Дзьоб довгий, прямий, чорний. У самиць горло біле, поцятковане зеленими плямками і кількома блискучими червоними райдужними плямками, боки у них охристі. Забарвлення молодих птахів є подібне до забарвлення самиць. 

## Поширення і екологія
Широкохвості колібрі-крихітки гніздяться від Айдахо і Вайомінга до сходу центральної Каліфорнії, Аризони, Нью-Мексико, Колорадо і західного Техаса, а також у високогірних районах Мексики і Гватемали. Восени птахи мігрують на південь, де зимують в Мексиці і Гватемалі. Бродячі птахи спостерігалися в Британській Колумбії. Широкохвості колібрі-крихітки живуть в гірських соснових, ялівцевих, дубових, кипарисових і ялицевих лісах, на пустищах і субальпійських луках та в осикових і ялинових лісах в гірських долинах. Зустрічаються на висоті від 1500 до 2500 м над рівнем моря, іноді на висоті понад 3000 м над рівнем моря.
Широкохвості колібрі-крихітки живляться нектаром різноманітних квітучих рослин і дрібними комахами. Вони віддають перевагу квітам з довгими трубкоподібними віночками, зокрема Ipomopsis aggregata. Іноді вони також відвідують годівниці для колібрі.
Гніздування у широкохвостих колібрі-крихіток відбувається ранньою весною. Самці виконують демонстраційні польоти, паруються з багатьма самицями і не беруть участі у насиджуванні яєць або догляді за потомством. В кладці 2 яйця. Інкубаційний період триває 16-19 днів. пташенята покидають гніздо через 25 днів після вилуплення. Птахи набувають статевої зрілості у віці 2 років.